# Elvira de Irulegui Galindo
Elvira de Irulegui Galindo (Albocàsser, Alt Maestrat, 1845 - segle XX) fou una propietària valenciana i presidenta de la Creu Roja de Castelló.

## Biografia
Els seus pares eren oriünds de Saragossa. Son pare, Bernardino de Irulegui, era advocat, i el seu marit, Federico García Caballero, era poeta i escriptor. Era parenta del que va ser governador de Castelló els anys 1847 i 1848, el poeta Ramón de Campoamor. Els mesos d'abril i maig de 1898 van contemplar la declaració de guerra del Congrés dels Estats Units a Espanya, la batalla naval de Cavite i la destrucció de l'esquadra espanyola. A Castelló van impactar aquests esdeveniments i es van deslliurar les ires col·lectives i es van arrancar els escuts nord-americans a totes les façanes on apareixien. La premsa de Castelló informava puntualment i al Casino Antic i altres institucions públiques es penjaven els últims comunicats sobre el decurs de la guerra. Totes les associacions cíviques de Castelló van organitzar una manifestació el 24 d'abril, a la qual van acudir 15.000 persones, que van mostrar el seu sentir patriòtic en cantar himnes espanyols i contra Estats Units; les dones lluïen en els vestits flors i llaços amb els colors de la bandera espanyola.
La Creu Roja va haver de fer front en aquests mesos a una gran activitat; necessitava més socis i augmentar els mitjans per atendre els soldats que arribarien inútils o malalts, després de ser enderrocada Espanya pels Estats Units en signar el tractat de pau del 21 de novembre de 1898. I és en aquesta conjuntura en la qual Elvira de Irulegui va tenir una responsabilitat social i cívica, atès que ella era en aquell moment la presidenta d'honor de la Junta de Dames de la Creu Roja de Castelló. Llavors més que mai, davant de la guerra i de la derrota, les dones d'aquesta associació es van mobilitzar de manera humanitària i benefactora en temps de guerra i de pau, com deien els seus estatuts.
La gestió d'Elvira de Irulegui, de la secretària, Luz Echevarría, i de les dones que treballaven al seu voltant va ser intensa durant tot l'any 1899, davant dels soldats que tornaven no sols de Cuba i Puerto Rico, sinó també de les Filipines. Les reunions a casa d'Elvira Irulegui eren contínues i es van muntar torns entre les sòcies de la Creu Roja per a fer el lliurament de bosses de menjars i medicines als soldats que passaven per l'estació de Castelló, que només en els tres primers dies del mes de febrer van arribar als 1.500; elles s'encarregaven d'incloure en la premsa els noms dels soldats repatriats de les illes que eren de les comarques de Castelló i també van gestionar l'ajuda econòmica a les famílies dels soldats morts, que rebien una pensió; van organitzar l'assistència domiciliària als soldats repatriats malalts que tornaven disentèrics i tuberculosos, o planificaven les intervencions quirúrgiques. Totes aquestes accions requerien uns fons que el Govern no arribava a cobrir i des de la Creu Roja, les dones, en especial, acostumades a la beneficència, van recórrer els pobles de Castelló per augmentar el nombre de sòcies i fer col·lectes; van organitzar una tómbola per a les festes de la Magdalena amb regals de particulars i comerços, pintures d'artistes, fins i tot un rellotge que havia donat la reina Isabel II; es van celebrar vetllades teatrals a benefici dels soldats al Teatre Principal.
La pràctica de la maternitat social per part de les dones de la Creu Roja en aquesta conjuntura va fer que isqueren de la llar i l'espai privat, feren propostes i gestionaren assumptes relacionats amb la res publica, en un període en què els homes monopolitzaven aquestes activitats.